# 衛武営国家芸術文化中心
- 中華民国文化部 > 国家表演芸術中心 > 衛武営国家芸術文化中心
- 台湾の経済 > 2000年代 > 新十大建設 > 国際芸術及流行音楽中心 > 衛武営芸術文化中心
- 高雄市 > 鳳山区 > 衛武営都会公園 > 衛武営国家芸術文化中心

衛武営国家芸術文化中心（えいぶえいこっかげいじゅつぶんかちゅうしん、繁体字中国語: 衛武營國家藝術文化中心、英語: National Kaohsiung Center for the Arts）、または衛武営国家芸術文化センターは台湾高雄市鳳山区の衛武営都会公園北東角にある舞台芸術用大型コンサートホールとその運営主体となる行政法人の名称。15年の歳月と107.5億ニュー台湾ドルを投じた、台湾最大規模の文化インフラ事業であり、台北市の国家両庁院（1987年）、台中市の台中国家歌劇院（2016年）に次いで3つ目の、台湾南部では初の国立ホールとなる。このホールは中華民国文化部衛武営芸術中心準備処が整備を進め、開館直前に同部傘下の行政法人国家表演芸術中心の運営へ移管された。

## 概要
衛武営は元々は1950年代に中華民国陸軍が台湾南部高雄県鳳山市内（現・高雄市鳳山区）で使用していた軍営地であり、日本統治時代は軍用倉庫だった。1979年以降は軍事用途での使用を終えて運営組織も移転していた。

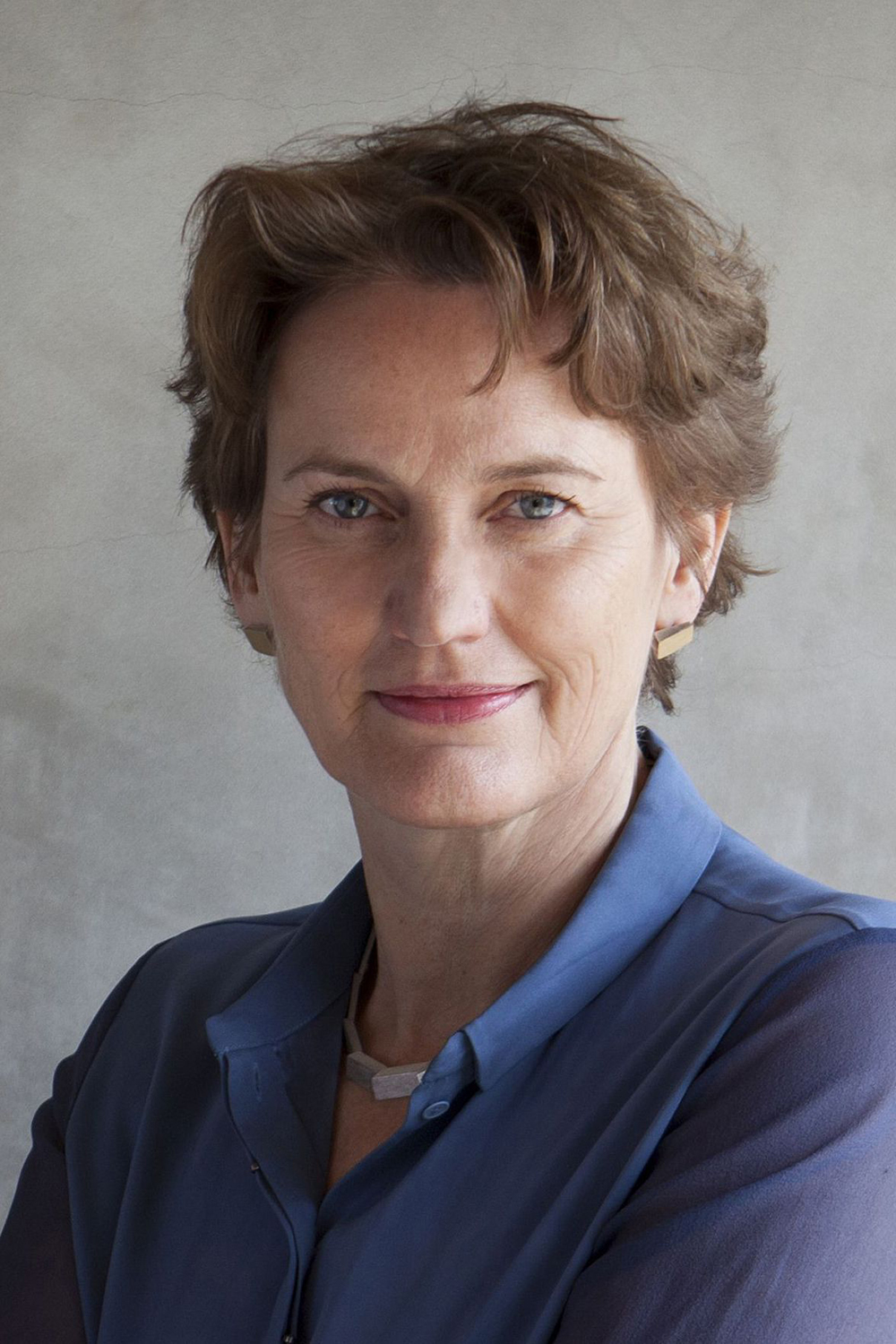
フランシーン・フーベン

2002年に高雄県政府により公園用地としての転用が計画され、翌年に正式決定される。都市公園、アートセンターと商業施設を三位一体で再開発するプロジェクトで、アートセンターは陳水扁政権下で行政院の公共事業政策「新十大建設」の一つに組み込まれた。総面積66.6ヘクタールのうちアートセンターと商業施設で各10ヘクタール、残りが衛武営都会公園となる。
設計はオランダのデルフトを拠点とする建築事務所メカノー（Mecanoo architecten）に所属するオランダ人建築家のフランシーン・フーベン（Francine Houben）が手がけ、デザインは外観（断面）、内部ともガジュマルをモチーフにしている。
施工は台湾の建国工程公司、中興電工公司、世益機電公司が担当した。

## 沿革
- 2005年11月24日 - 行政院が事業計画を承認、2009年までに建設着手を予定していた。
- 2007年
  - 3月 - 衛武営の建築設計競技でフーベンによる設計デザインが首位を獲得。次点はザハ・ハディッド（イギリス）、3位は竹山聖（日本）[11][12]。
  - 4月4日 - 行政院、2012年12月までの延期に同意[13]。
- 2010年4月7日 - 衛武営芸術文化中心正式起工[12]。
- 2012年2月1日 - 行政院、2014年12月までの延期に同意。
- 2013年5月22日 - 林佳龍ら複数の立法委員が「国家表演芸術中心設置条例」法案を提出、北部、中部、南部にそれぞれ国立ホール整備を要求[14]。
- 2014年1月13日 - 行政院、竣工を2015年5月、開業を10月に延期することを承認。
- 2015年
  - 5月4日 - 行政院、2016年4月プレ開業への延期承認。（ただし完工に至らず）
- 2017年
  - 1月1日 - 景観園区を部分開放[15][16]。
  - 1月24日 - 行政院、2019年6月末への延期を承認。
  - 10月31日 - 竣工[9]。
  - 11月11日 - 捷運衛武営駅と直結する6号出口供用[17]。
  - 11月22日 - 外壁にプロジェクションマッピングを演出するイベントが5日間開催される[18]。
- 2018年
  - 9月8日 - 高雄市国楽団（中国語版）がリハーサルを行う[19]。
  - 10月13日 - 正式開業[20][21]。

|                            |                                                  |
| 建設中の文化中心（2012年） | 建設現場を視察する 行政院長の張善政（2016年3月） |
|                            |                                                  |
| 衛武営都会公園の案内図     | 開幕式典                                         |

## 受賞
- 中国の建築デザイン業界が主催する「Idea-Tops Award」のデジタル建築部門で2017年のベスト・アワードを受賞[22][23]。
- 巨思文化股份有限公司の雑誌「Shopping Design」主催のTaiwan Design Best 100で2018年度建築及空間規劃奨[24]。
- 米国のウェブマガジン「アーキタイザー」主催の『Architizer A+ Awards 2019』劇場部門でJury Award（審査員賞）およびPopular Choice Award（人気チョイス賞）を獲得[25][26][27]。

## 建築仕様
2,236席のオペラハウス、1,981席のコンサートホール、1,209席の劇場、434席の舞台芸術場の4つの室内ホールと南側の衛武営都会公園の中央草坪と呼ばれる芝生エリアと繋がっている3万人収容可能な野外ホールで構成されている。建設には100万工数を要し、杭基礎は長さ30-40メートルで台北101の倍以上となる789本、コンクリート使用量は13万立方メートル、土砂の開削量はオリンピックサイズ・プール230個分、そのうち地下室は52万立方メートルとなる。鉄骨はパリ・エッフェル塔の3本分に相当する21,000トンが使用され、独特の設計により鉄骨の組立難度は中国・北京の鳥の巣を超えるとされている。
歌劇院と戯劇院の舞台設備はオーストリアの舞台設備業ワーグナー・ビロ（Waagner Biro AG）が担当した。
|                            | 建設中の文化中心（2012年） |
| 建造中の屋根（2012年）     |                            |
|                            |                            |
| 建設中の文化中心（2016年） | メカノーのデザイン図面     |

北側は三多一路、東側は国泰路二段、西側と南側は衛武営都会公園に面している。

### 屋根
総表面積31,000平方メートルで、衛武営専用に設計され10キロパスパルの耐風圧性能で4.4キロパスカル、17級（日本で『猛烈な台風』とされる風速54メートル）の大型台風の2.5倍の安全係数を確保している。屋根は4,600枚のパーツで構成され、個別にシリアルナンバーが割り振られている。防音性能は空気音で40デシベル、降雨時の雨滴衝撃は37デシベルに抑制。一体成型された3D屋根板は工場で製造後に台湾へ空輸され現地で換装された。
断面はガジュマルの森林をモチーフに、内部も木々に内包された空間をイメージしている。屋根は不規則な曲面で大海原、あるいはシロエイをイメージしている。

### 榕樹廣場
各ホールを連結する廊下の役割も果たし、総面積23,000平方メートルに達するガジュマル広場（榕樹廣場）は世界最大級の一枚構造空間で不規則な曲面を描いている。地場産業でもあった造船技術を活用し、大型船の航海を表現している。ユニットごとに1.2-2.4トンにもなる21区画、1,117本のパーツが搬入された。照明などの備品を吊り下げるハンガーは屋根板と直結され、地震エネルギー、熱変形、強風を吸収する設計。天板はあえて溶接箇所を残すことで、造船、甲板をイメージさせている。

### 音響設計
遮音ドアの防火性能は台湾で唯一国内の安全基準であるCNS規格を通過している。戯劇院の遮音ドアは高さ11メートル、幅4メートルで劇場向けとしては世界最大級。

### 歌劇院
建屋中央に位置する。2,260席の一般席のほか、オーケストラピット（楽池席）と呼ばれる舞台にもなる可動式座席が1階に110席、バリアフリー席が28席（障害者と同伴人用が14席ずつ）の計2,236席（1階698席、2階542席、3階534席、4階462席）。オペラなどに適した暗紅色系の装飾となっている。

### 戯劇院
建屋西側に位置する。一般席952席、オーケストラピット（楽池席）164席、文武場席48席、バリアフリー席26席などの計1,210席（1階382席、2階557席、3階271席）（※施工事業者の表記では1254席）。

### 音楽庁
建屋南東角に位置する。一般席1,763席（1階272席、2階915席、バリアフリー28席）、合唱席（6席）が舞台を取り囲むように配されている。
コンサートホールには台湾のみならずアジア最大となるパイプ数9,085本のシンフォニック・オルガン（パイプオルガン）が設置されていて、パイプの造形も竹林をイメージさせたものに仕上がっている。パイプオルガンの製作はドイツのヨハネス・クライス・オルガン工房（Johannes Klais Orgelbau GmbH & Co. KG）が担当している。天井の可動式反響板は高さ17.8、14、9メートルの3段階で調整が可能で、クラシックコンサート以外の様々な演目にも対応可能。

### 表演庁
建屋北東角に位置する。一般席405席、ボックス席（包廂席、2階左手）15席、バリアフリー席12席の計434席（1階221席、2階213席）（※施工事業者の表記では470席）。

### 野外劇場
正式名称は「露天階梯舞台」。曲面屋根から連続した勾配をそのまま利用し、野外ホールの客席に仕上げている。1,000人規模の集客に対応。
|                              |                                  |                              |
| 榕樹廣場                     | モチーフとなったガジュマルの木々 | 樹冠ホールのサービスセンター |
|                              |                                  |                              |
| 音楽庁の竹林風パイプオルガン | 野外劇場                         | 駐車場と入口                 |

## 組織機構

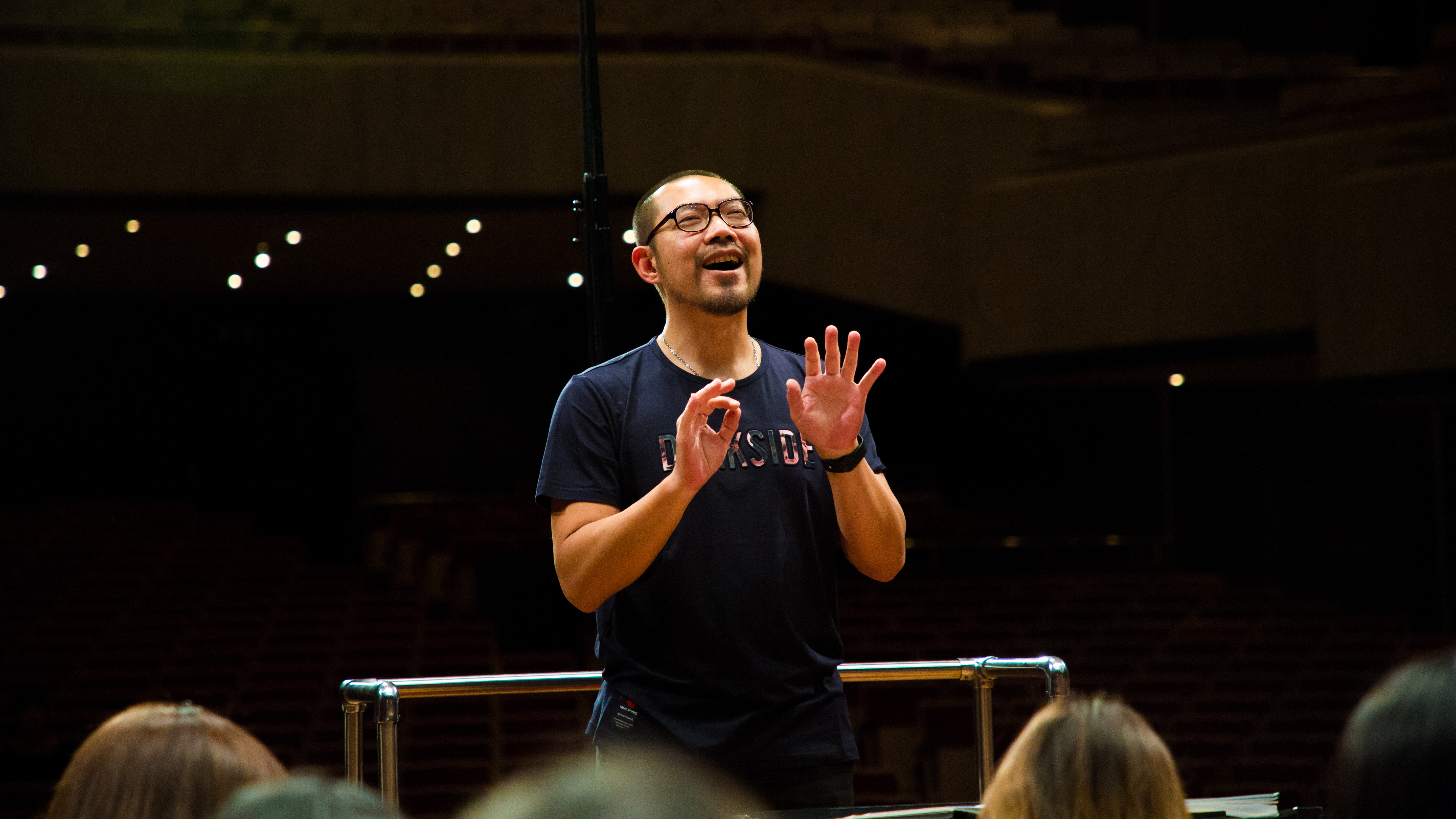
簡文彬

### 組織沿革
- 2006年3月15日 - 行政院文化建設委員会が「衛武営芸術文化中心準備処（タスクチーム）設立[12]。
- 2007年9月1日 - 「衛武営芸術文化中心準備処暫行組織規程」（8月30日公布）に基づき、文建会傘下に正式な部署「衛武営芸術文化中心準備処（繁体字中国語: 衛武營藝術文化中心籌備處）」発足。
- 2012年5月 - 文建会が「文化部」に昇格、準備処は文化部の四級機構となる。
- 2014年
  - 4月2日 - 「国家表演芸術中心設置条例」（1月29日公布）に基づき文化部傘下に国家表演芸術中心（中国語版）が発足[43]。
  - 4月7日 - 初開催の表演中心董事会で初代芸術総監（アートディレクター）に台湾人オーケストラ指揮者の簡文彬（中国語版）（チェン・ウェンピン）を選出。
- 2015年
  - 1月1日 - 国家表演芸術中心傘下に衛武営運営推進小組（作業部会）が発足、簡文彬が議長に就任。
- 2018年
  - 9月10日 - 衛武営国家芸術文化中心の所有が準備処から国家表演芸術中心に移転、これに先立ち準備処は8月31日に看板撤去式典を開催している[44]。

### 歴代首長
文化部衛武営芸術文化中心準備処主任
| 代 | 姓名   | 就任時期   | 退任時期      | 備考       |
| -- | ------ | ---------- | ------------- | ---------- |
| 1  | 林朝號 | 2007年9月  | 2011年12月    |            |
|    | 朱俊德 | 2011年12月 | 2012年4月     | 副主任代理 |
| 2  | 陳善報 | 2012年4月  | 2014年1月     |            |
| 3  | 盧本善 | 2014年1月  | 2018年9月10日 | 正式移交   |

国家表演芸術中心衛武営運営推進作業部会議長（國家表演藝術中心衛武營營運推動小組召集人）
| 代 | 姓名   | 就任時期  | 退任時期 | 備考                                                                                     |
| -- | ------ | --------- | -------- | ---------------------------------------------------------------------------------------- |
| 1  | 簡文彬 | 2015年1月 | 現任     | 国家芸術文化中心正式成立前の運営計画策定など。芸術総監に任命されていた簡が召集人を兼任。 |

衛武営国家芸術文化中心芸術総監（アートディレクター）
| 代 | 姓名   | 就任時期      | 退任時期 | 備考 |
| -- | ------ | ------------- | -------- | ---- |
| 1  | 簡文彬 | 2018年9月10日 |          |      |

## 交通
- 高雄捷運橘線衛武営駅6号出口直結
- または同駅周辺の「建軍站(捷運衛武營站)」、「建軍站（中国語版）」から高雄市公車で市内各地と結ばれている。

### 註釈
1. ↑  京劇における演目中の戯曲演奏で楽団が使用する